# Kongobecken

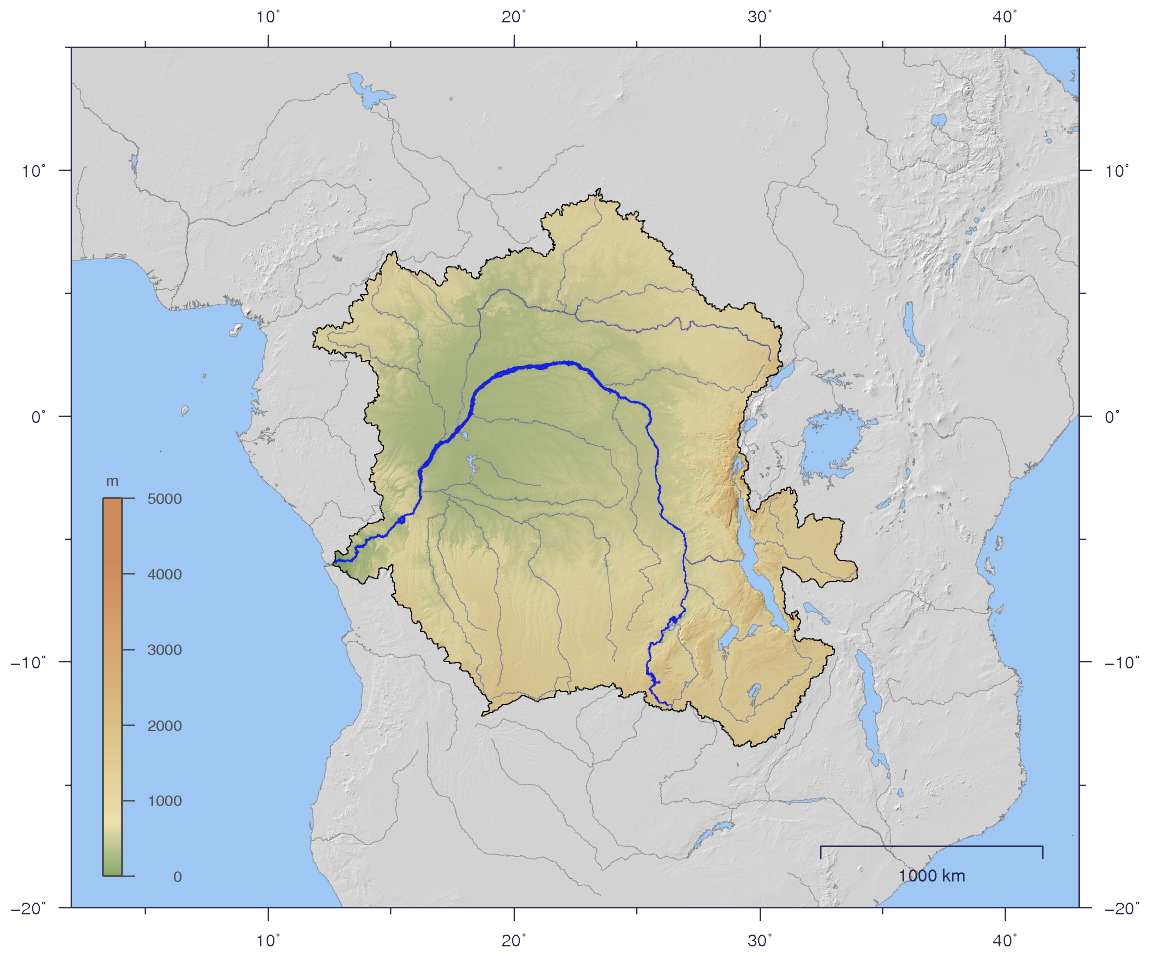
Der Kongo und sein Einzugsgebiet

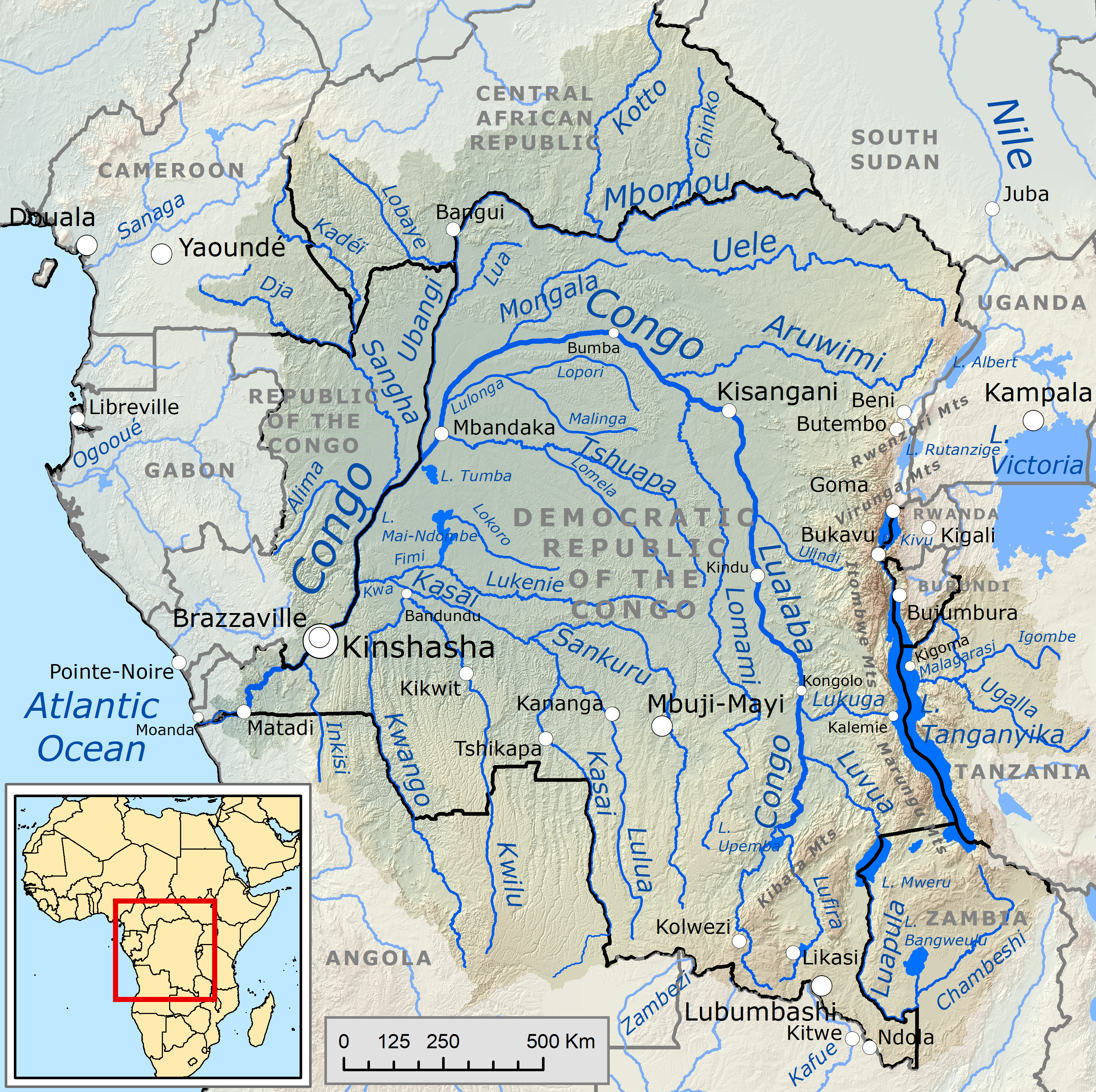
Verlauf und Abflussbecken des Kongos

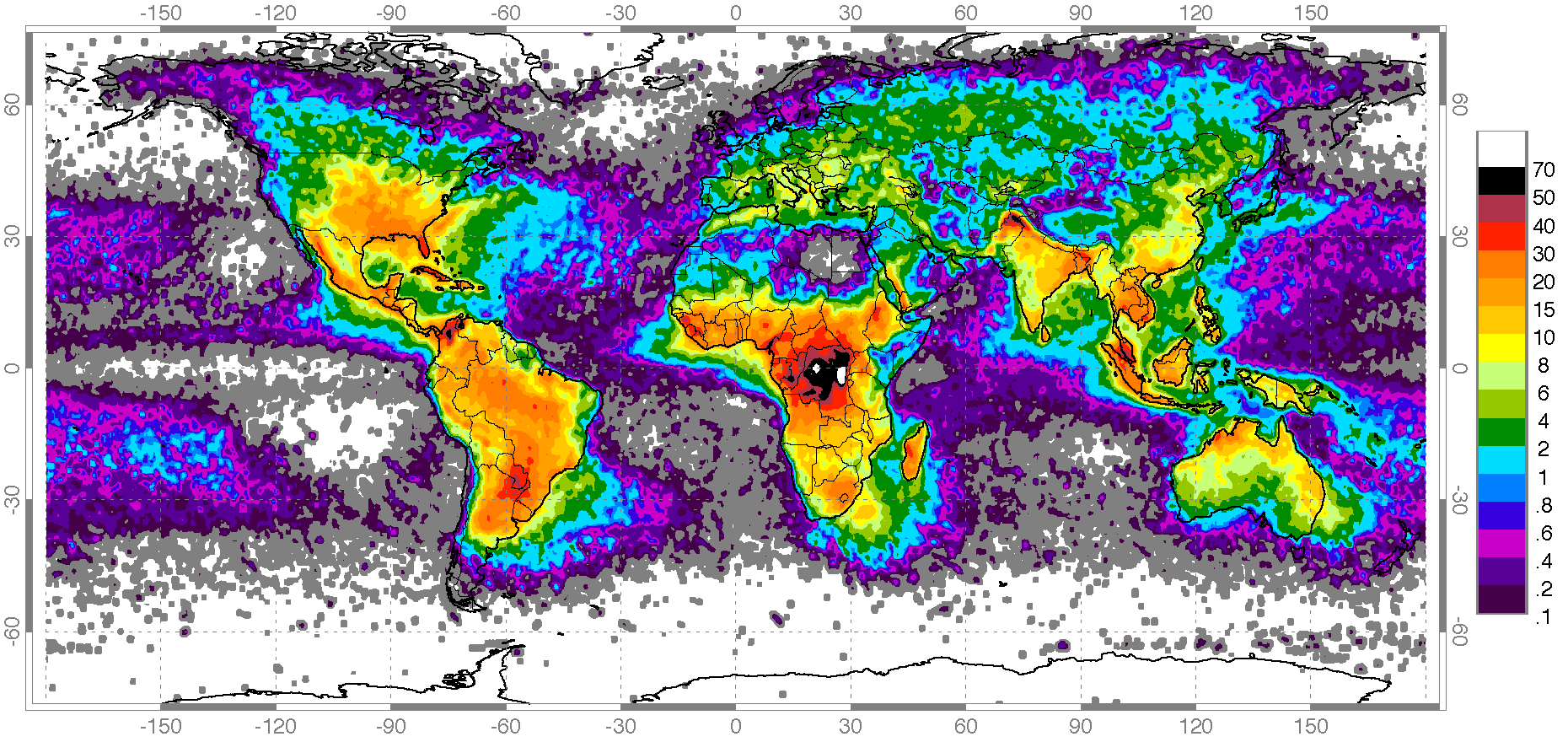
Globale Verteilung der Blitzhäufigkeit

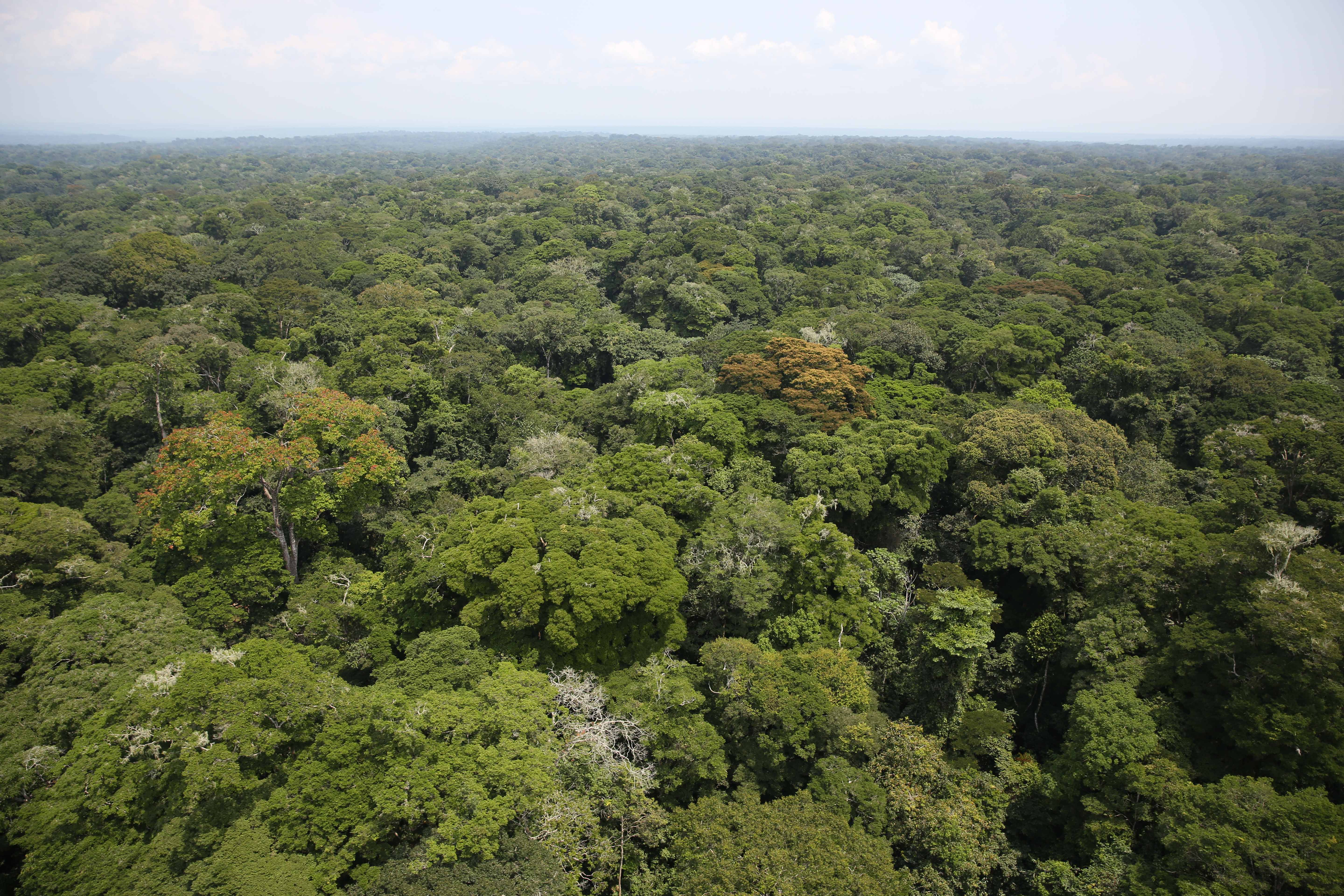
Ituri-Regenwald

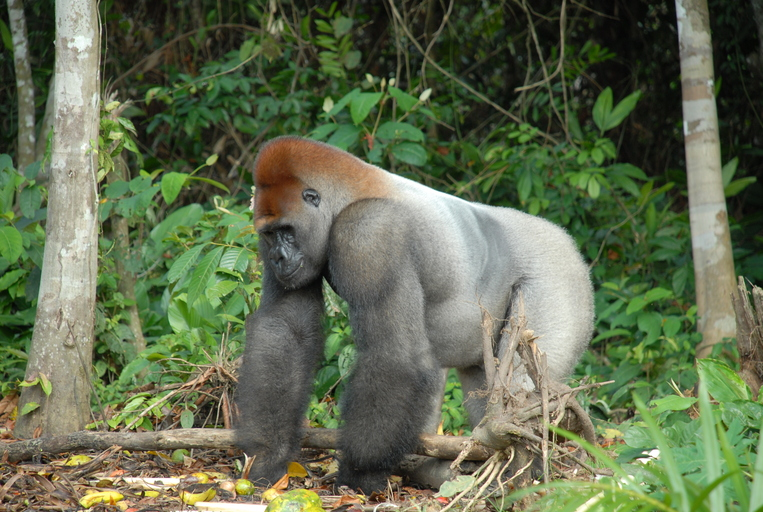
Westlicher Flachlandgorilla (Gorilla gorilla gorilla)

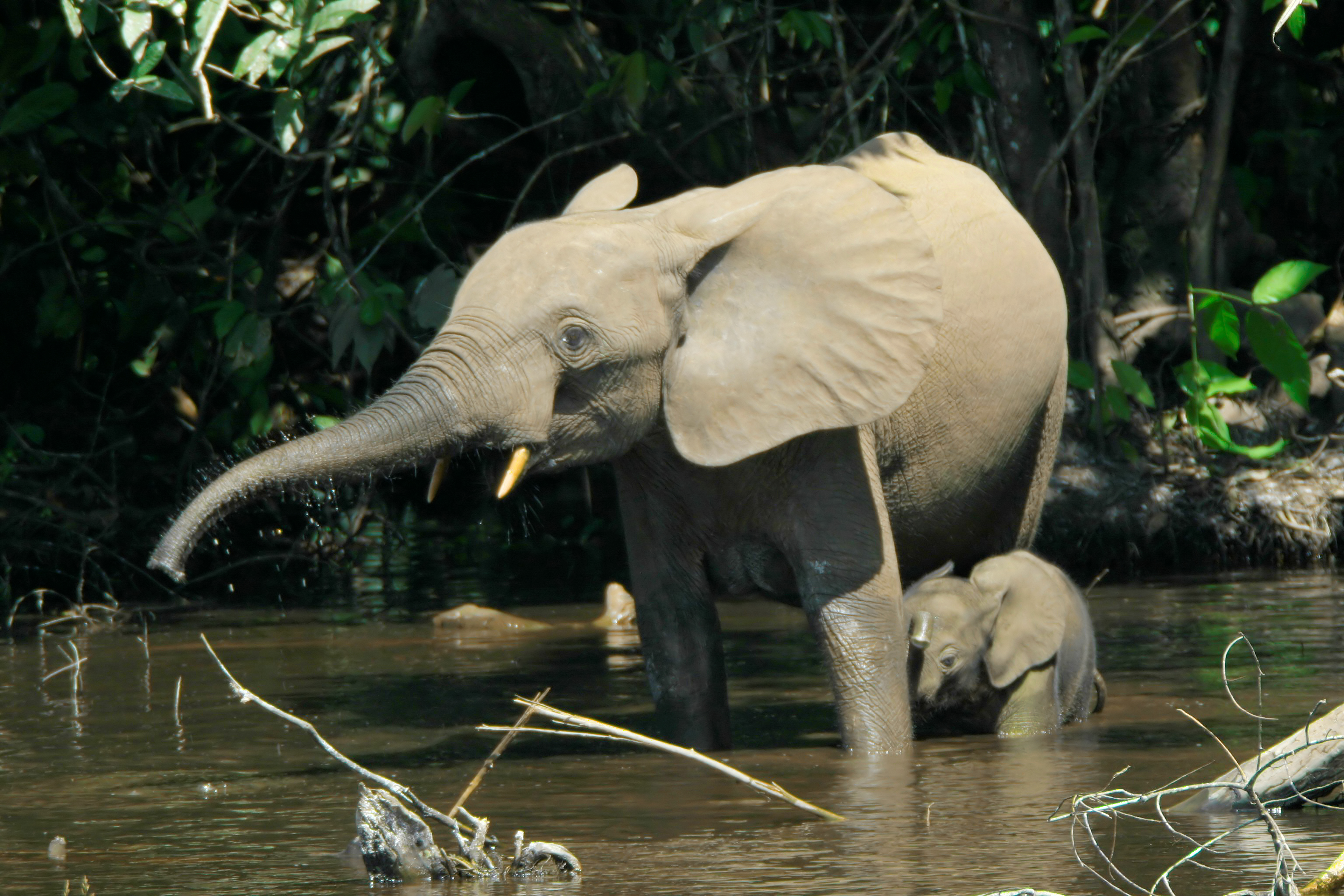
Waldelefant (Loxodonta cyclotis)

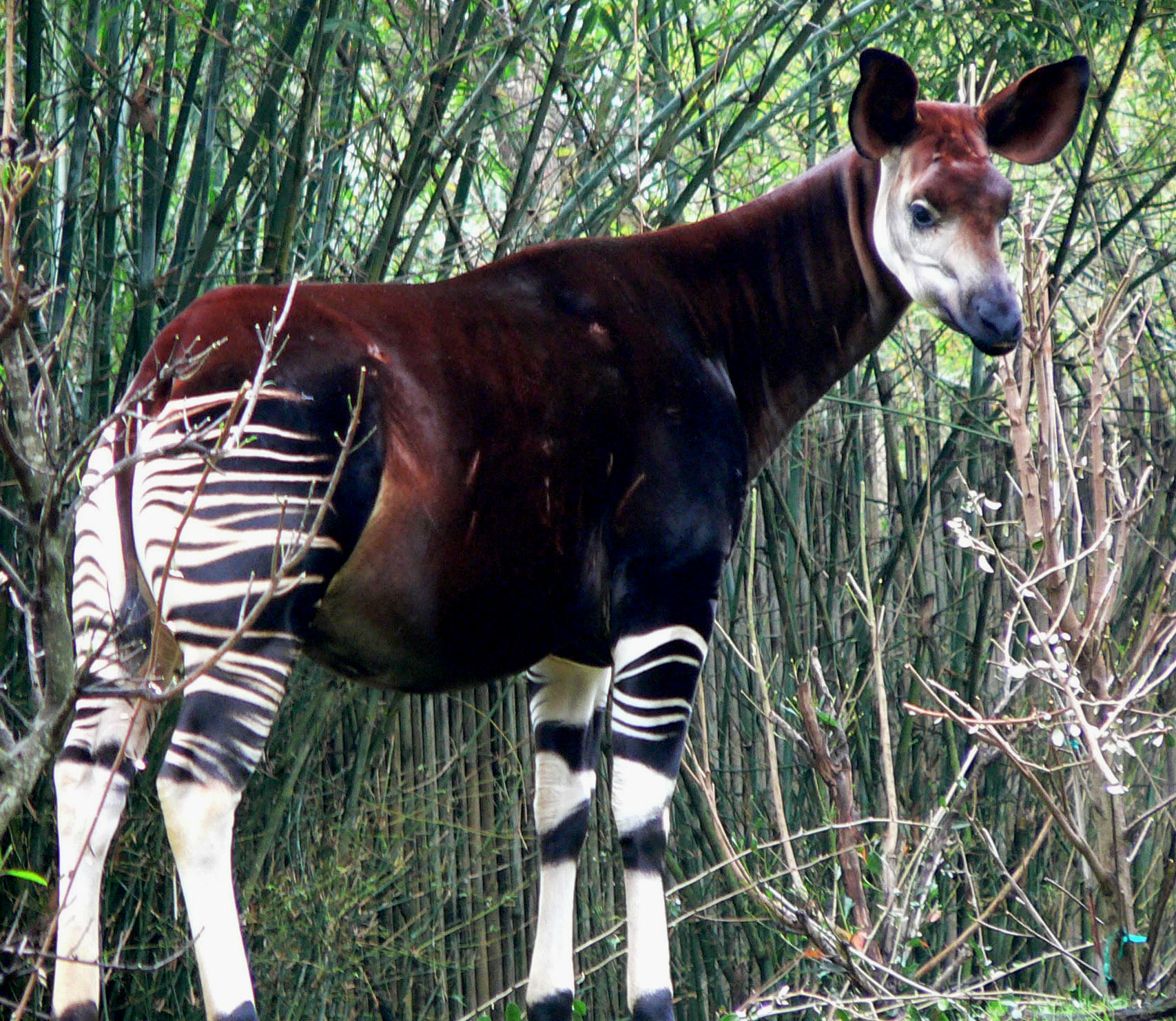
Okapi (Okapia johnstoni), manchmal auch Waldgiraffe genannt

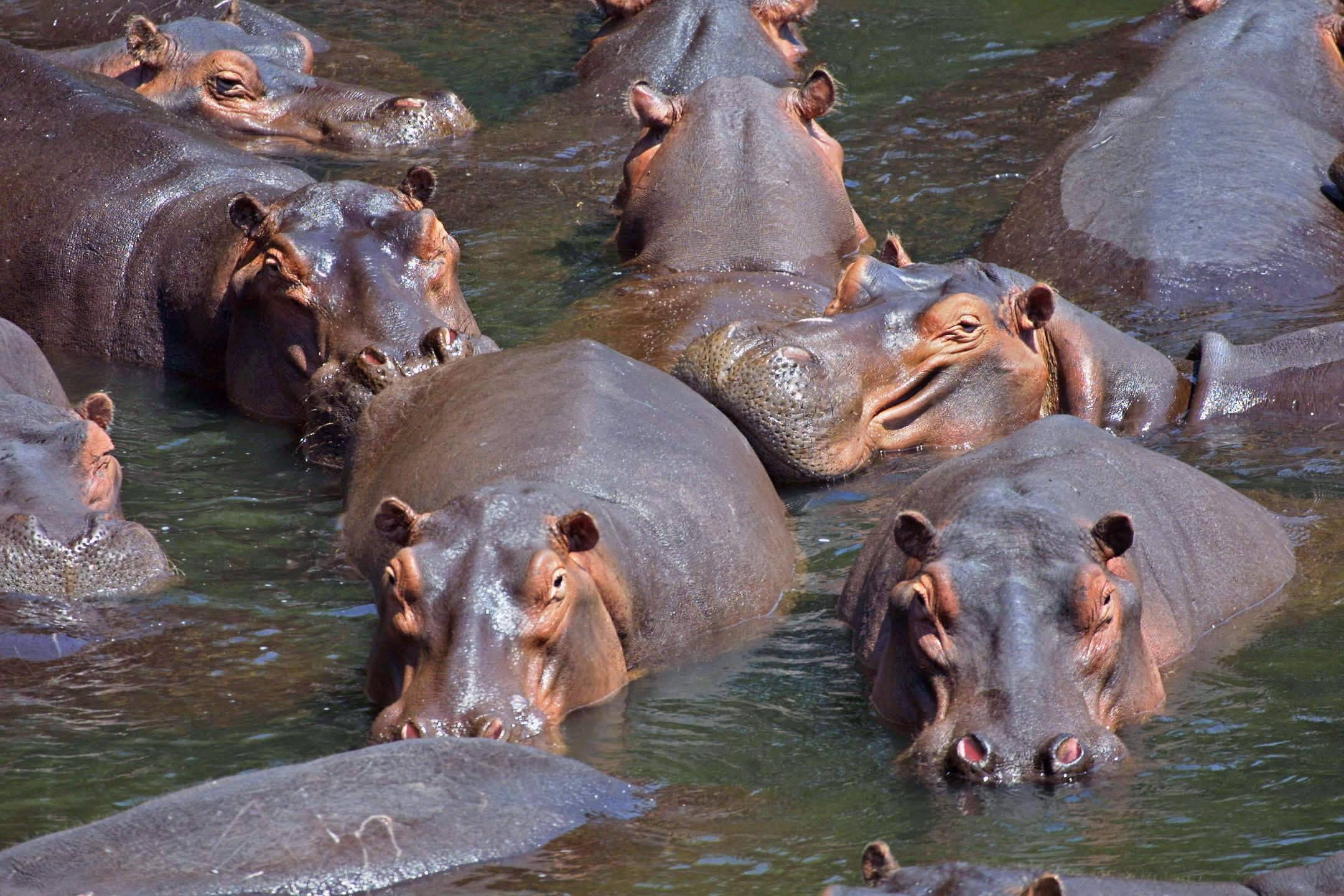
Flusspferde

Das Kongobecken befindet sich in Afrika, im Äquatorialbereich, in einem sehr weitläufigen Tiefland-Becken, das das Einzugsgebiet des Kongo-Stromes umfasst.
In dieser insgesamt schüsselartigen Großlandschaft befinden sich etwa ein Viertel der weltweit noch vorhandenen tropischen Regenwälder. Das Kongobecken enthält nach dem Regenwald des südamerikanischen Amazonasbeckens das zweitgrößte ununterbrochene tropische Urwaldgebiet der Erde.
Seinen Namen, vordergründig natürlich durch den es durchziehenden Fluss bestimmt, erhält es nach dem historischen Königreich Kongo, das sich um seinen Abfluss, den Mündungsbereich des Kongo gelegen, hauptsächlich auf Gebiete westlich, außerhalb des Kongobeckens erstreckte.

## Lage und Geographie
Das Kongobecken liegt im Zentrum des afrikanischen Kontinents, im südlichen Teil des (hauptsächlich politisch) als Zentralafrika begriffenen Bereiches, größtenteils auf dem Gebiet der Demokratischen Republik Kongo, daneben auch der benachbarten Republik Kongo; sein Einzugsgebiet reicht mit den Ausläufern des Beckens bzw. mit seinen Regenwaldgebieten noch in die Nachbarstaaten Zentralafrikanische Republik, Kamerun, Äquatorialguinea, Gabun, Angola, und Sambia.
Im Westen, Nordwesten und Norden geht diese Großlandschaft bzw. das Kongo-Einzugsgebiet, dessen Zentrum nur etwa 300 bis 400 m hoch liegt, in die ineinander übergehenden Bergländer, die teilweise zur großen Nordäquatorialschwelle gehören, der zuvor genannten Staaten über. Im Nordosten, Osten und Südosten grenzt das Kongobecken an die Hochgebirgsketten der langgestreckten Zentralafrikanischen Schwelle, die nach Osten hin zum Ostafrikanischen Grabenbruch abfällt. Damit grenzt es an Uganda, Ruanda, Burundi und Tansania sowie auch an das bis zu 5.109 m hohe Ruwenzori-Gebirge – die höchste Erhebung der Demokratischen Republik Kongo an der Grenze zu Uganda.
Im Südosten reicht das Einzugsgebiet des Kongobeckens über das Mitumba-Gebirge sogar auch noch bis zum Muchinga-Gebirge und damit nach Sambia. Im Süden erreicht es die bis zu 1.500 m hohe Lundaschwelle und sogar noch das Hochland von Bié; damit reicht es bis nach Angola. Im Südwesten geht die Gegend um den Bereich der Kongo-Mündung am südlichen Atlantik in das nur schmale, aber fluss- und wasserreiche Zaire-Küstentiefland über. Der westliche Teil des Kongobecken-Kerns fällt zur Niederguineaschwelle östlich des Atlantiks hin ab, über die der Fluss in das eben genannte Tiefland stürzt.
Forschungen der NASA (z. B. LIS) haben ergeben, dass im Kongobecken, speziell westlich der Zentralafrikanischen Schwelle, die weltweit größte Blitzhäufigkeit zu finden ist.

## Wald- und Flusslandschaft
Insbesondere wird die Landschaft des Kongobeckens durch die dichten und immergrünen Regenwälder, in denen teils über 50 m hohe Bäume wachsen, und durch den großen und wasserreichen Kongo-Fluss bestimmt. Hunderte kleine und große Nebenflüsse laufen strahlenförmig auf den langgestreckten Linksbogen des Kongos zu.

### Wasserhaushalt
Nahezu das gesamte Gebiet wird über den Kongo entwässert (Mündung 42.000 m³/s). Nur an der Atlantikküste zwischen Kamerun und Angola entwässern sich die Regenwälder über kleinere Flüsse direkt in den Ozean.

### Holzwirtschaft
Weil der Holzexport ein sehr wichtiger Sektor für die mittelafrikanische Volkswirtschaft ist, befinden sich über 80 % der Regenwälder nicht mehr in unberührtem Zustand; sie sind eher als zerstört oder gestört (Sekundärwald) zu bezeichnen. Der jährliche Waldverlust im Kongobecken, in dem rund die Hälfte des Regenwaldes zum Schlag freigegeben wurde, umfasst bis zu 15.000 km² Fläche. Die Dunkelziffer ist aufgrund von illegalen Rodungen, die weitestgehend nicht dokumentierbar sind, wohl noch höher. Ähnlich wie in den anderen weltweit noch verbliebenen Regenwaldgebieten sind auch in Afrika neben dem illegalen Holzeinschlag unsachgemäße Forstarbeiten (etwa Brandrodung ohne anschließende Wiederaufforstung), Gesetzlosigkeit und Korruption verbreitet. Die verbitterten Ureinwohner und Umweltschützer, die sich teils energisch gegen diese Methoden und die damit verbundenen Menschenrechtsverletzungen wehren, finden weltweit nur wenig Gehör.

### Flüsse
- Bestimmend ist das Flusssystem des Kongos (weitere Nebenflüsse – siehe dort)

Die Form des Reliefs bedingt die im Grundriss baumartige Form des Flussnetzes im Stromgebiet des Kongo.

### Fauna
Der Regenwald des Kongobeckens stellt für die afrikanische Fauna ein äußerst wichtiges Gebiet dar, in der tausende Tierarten leben.
- Antilopen
- Ducker
- Flusspferde
- Gorillas
- Krokodile
- Leoparden
- Meerkatzen
- Nashörner
- Nashornvögel
- Okapis
- Schimpansen
- Stummelaffen
- Waldelefanten

## Orte
- Bangui
- Brazzaville
- Bukavu
- Kabinda
- Kalemie
- Kananga
- Kikwit
- Kinshasa
- Kisangani
- Likasi
- Lubumbashi
- Matadi
- Mbandaka